# Zonitis flava
Zonitis flava is een keversoort uit de familie van de oliekevers (Meloidae). De wetenschappelijke naam van de soort is voor het eerst geldig gepubliceerd in 1775 door Johan Christian Fabricius.